# Sheerwater
Sheerwater – wieś w Anglii, w hrabstwie Surrey, w dystrykcie Woking. Leży 35 km na południowy zachód od centrum Londynu.